# Alopecosa andesiana
Alopecosa andesiana är en spindelart som först beskrevs av Lucien Berland 1913.  Alopecosa andesiana ingår i släktet Alopecosa och familjen vargspindlar.
Artens utbredningsområde är Ecuador. Inga underarter finns listade i Catalogue of Life.